# Les Chats de Mirikitani
 (septembre 2022).
Pour plus de détails, voir Fiche technique et Distribution.
Les Chats de Mirikitani (The Cats of Mirikitani) est un film américain documentaire réalisé par Linda Hattendorf, sorti en 2006.

## Synopsis
Le fim est consacré à la vie du peintre Jimmy Mirikitani, depuis le camp d'internement des Nippo-Américains, pendant la seconde guerre mondiale, à sa vie dans les rues de Manhattan où il a réussi à créer un atelier.

## Fiche technique
- Titre : Les Chats de Mirikitani
- Titre original : The Cats of Mirikitani
- Réalisation : Linda Hattendorf
- Musique : Joel Goodman
- Photographie : Linda Hattendorf et Masahiro Yoshikawa
- Montage : Keiko Deguchi et Linda Hattendorf
- Production : Linda Hattendorf et Masahiro Yoshikawa
- Société de production : Center for Asian American Media, Independent Television Service et Lucid Dreaming
- Pays :  États-Unis
- Genre : Documentaire
- Durée : 74 minutes
- Dates de sortie : 
  -  États-Unis : 26 avril 2006 (festival du film de Tribeca)

## Accueil
Le film a reçu un accueil favorable de la critique. Il obtient un score moyen de 73 % sur Metacritic.